# Horatio Walpole (3e comte d'Orford)
Horatio Walpole, 3e comte d'Orford (14 juin 1783 - 29 décembre 1858) est un pair et un homme politique britannique.

## Biographie
Il est le fils aîné de Horatio Walpole (2e comte d'Orford) de sa femme Sophia Churchill, fille de Charles Churchill et de Lady Maria Walpole, fille de Robert Walpole de sa maîtresse, puis seconde épouse Maria Skerett. La comtesse d’Orford est donc la petite-fille de Robert Walpole. Son grand-père, Horatio Walpole (1er baron Walpole) de Wolterton est le frère de Robert Walpole. Son frère cadet est le colonel John Walpole (1787-1859).
Il succède à son père en tant que député de King's Lynn en 1809 et occupe ce siège jusqu'en 1822 quand il devient comte et entre à la Chambre des lords. 

## Famille
Lord Orford épouse Mary, fille de William Augustus Fawkener, en 1812. Ils ont plusieurs enfants, dont Dorothy Nevill (en) et Frédéric Walpole. Il meurt en décembre 1858, à l'âge de 75 ans. Son fils aîné, Horatio Walpole (4e comte d'Orford, seconde création), lui succède comme comte. Lady Orford est décédée en février 1860. 